# Argyrometra
Argyrometra is een geslacht van haarsterren uit de familie Antedonidae.

## Soorten
- Argyrometra crispa (A.H. Clark, 1908)
- Argyrometra mortenseni A.H. Clark, 1917